# Ніно Катамадзе
Ніно́ Катама́дзе (груз. ნინო ქათამაძე; нар. 21 серпня 1972, Кобулеті, Грузинська РСР) — грузинська джазова співачка.

## Життєпис
Протягом 1990–1994 років навчалася в Батумському музичному інституті на вокальному факультеті.
З 1990 року виступає на сцені вокалісткою у рамках різних музичних проєктів. У 1999 році почала співпрацю із грузинським гуртом «Insight», яка триває й досі.
Концертний тур на підтримку нового альбому восени 2008 року відбувався у супроводі «Insight» і Державного камерного ансамблю «Київські солісти» (Україна) під керівництвом московського диригента Ігоря Розумовського. Співачка відвідала найбільші міста України і Росії та Ніццу (Франція).
В 2014 та 2015 роках перебувала в складі журі українського вокального талант-шоу «X-Фактор» в п'ятому і шостому сезонах шоу. У п'ятому сезоні її підопічний, Дмитро Бабак, здобув перемогу. У 2019 повернулася до складу журі в десятому сезоні проєкту в ролі запрошеної судді.

### Погляди
У червні 2019 року Катамадзе відмовилася від концертів у Росії, назвала Росію окупантом, Путіна ворогом Грузії, також зазначивши, що «ніколи не співала російською».
Бере участь у грузинських протестах проти проросійської політики влади. 10 лютого 2025 року відбувся суд над Катамадзе за участь у протестах, разом із нею судили вісьмох інших людей, які брали участь у протестах біля будинку судді Кутаїського апеляційного суду Малхаза Окропірашвілі.

## Ансамбль «Insight»
Катамадзе виступає і записується разом з джазовим ансамблем «Insight», до складу якого входять:
- Гоча Качеішвілі — основна гітара, акустична гітара, синтезатор, засновник гурту;
- Уча Гугунава — бас-гітарист;
- Давид Абуладзе — барабанщик, перкусіоніст, синтезатор;
- Гія Челідзе (звукорежисер).

## Дискографія

### Альбоми
| Рік  | Альбом                                               |
| ---- | ---------------------------------------------------- |
| 2003 | Nino Katamadze & Insight                             |
| 2004 | Ordinary Day                                         |
| 2006 | Black (перевидання альбому Nino Katamadze & Insight) |
| 2006 | White (перевидання альбому Ordinary Day)             |
| 2008 | Blue                                                 |
| 2010 | Red                                                  |
| 2011 | Green                                                |
| 2016 | Yellow                                               |

#### DVD
| Рік  | Альбом   |
| ---- | -------- |
| 2008 | Русалка  |
| 2010 | Red Line |

### Саундтреки до фільмів
| Фільм               |
| ------------------- |
| Яблуко              |
| Помаранчеве небо    |
| Дорога до Спасителя |
| Інді                |
| Спека               |
| Русалка             |
| Домовик             |

## Нагороди
| Рік  | Нагорода                                                                                      | Країна |
| ---- | --------------------------------------------------------------------------------------------- | ------ |
| 2002 | «Співачка року», приз «Овація»                                                                | Грузія |
| 2002 | «Автор і виконавець пісень року»                                                              | Грузія |
| 2002 | «Приз за найоригінальнішу музику»                                                             | Грузія |
| 2003 | «Обличчя року»                                                                                | Грузія |
| 2003 | «Найкраща співачка року», приз «МЕГА»                                                         | Грузія |
| 2003 | «Найкращий вокально-інструментальний ансамбль року» (Ніно Катамадзе і Insight), приз «Овація» | Грузія |
| 2004 | «Спеціальний приз „Одзела“ за внесок в музику»                                                | Грузія |

### Державні нагороди
- Президентський орден «Сяйво» (Грузія, 2011)[5]
- Орден княгині Ольги III ст. (Україна, 4 вересня 2023) — за вагомий особистий внесок у зміцнення міждержавного співробітництва, підтримку державного суверенітету та територіальної цілісності України, популяризацію Української держави у світі[6]